# Teratophthalma
Teratophthalma is een geslacht van vlinders uit de familie van de prachtvlinders (Riodinidae), onderfamilie Riodininae.
Teratophthalma werd in 1909 voor het eerst wetenschappelijk beschreven door Stichel.

## Soorten
Teratophthalma omvat de volgende soorten:
- Teratophthalma axilla (Druce, H, 1904)
- Teratophthalma bacche (Seitz, 1916)
- Teratophthalma maenades (Hewitson, 1858)
- Teratophthalma monochroma Stichel, 1910
- Teratophthalma phelina (Felder, C & R. Felder, 1862)